# Джузепе Мусо
Джузепе Мусо (на италиански: Giuseppe Musso) е италиански строителен инженер, работил 51 години в България.

## Биография
Роден е през 1864 г. в Арагона, Сицилия, Италия. Завършил е строително инженерство в Университета на Палермо.
От 1890 до 1941 г. работи в България като строителен инженер.
Джузепе Мусо се пенсионира през лятото на 1941 г., като му е отказана пенсия, защото българското законодателство не позволява чужди граждани да получават българска пенсия. След пенсионирането му за него се грижи дъщеря му Стефания Джузепе Мусо (Stefania Giuseppe Musso).
През лятото на 1949 г. заминава за Италия, след като близкият му приятел италианския посланик в България го убеждава да се върне в Италия, поради кризата за храни и въвеждането на купонната система в България.
След като се връща в Италия се разболява и почива в Рим, Италия през 1951 г.

## Строителна дейност
Построил е десетки мостове, наричани Мостовете на Мусо:
- Каменния мост на река Искър в село Лакатник към жп линия София – Мездра (1897 – 1898).
- Мост на р. Арда при Кърджали (1927 – 1928).
- Железопътната линия Горна Оряховица - Лясковец (1924 – 1925).
- Тунел № 17 на водопровода Рила – София (1930 – 1932).
- От 1933 до лятото на 1941 година работи в Министерството на строежите.

## Награди и отличия
През 1916 година е награден за строителната си дейност в България и е поканен на вечеря от цар Фердинанд I Сакскобургготски.

## Семейство
Джузепе Мусо е женен за Анастасия Каранджулова, родена около 1883 – 1885 г. в Битоля, Македония и починала 1935 г. Тя е от македонския род Каранджулови, от който род е именитият български бас Борис Христов.
Джузепе Мусо има дъщеря Стефания Джузепе Мусо, родена през 1920 г. Стефания Мусо издържа баща си Джузепе Мусо, след като му е отказана пенсия поради това, че е чужденец. Стефания Мусо се омъжва на 20 ноември 1944 г. за професор Михаил Венедиков, виден български геодезист.
Джузепе Мусо има двама внука Камен Венедиков (1945 г.) и Мила Венедикова (1948 г.).